# Luis Amaranto Perea
Luis Amaranto Perea Mosquera (Turbo, 1979, január 30. –) kolumbiai labdarúgó.

## Pályafutása

### Independiente Medellín
2000-ben, 21 évesen mutatkozott be a kolumbiai Independiente Medellínben. 2002-ben kolumbiai bajnok lett. 2003-ban leigazolta az argentin Boca Juniors.

### Boca Juniors
A Bocával megnyerte a 2003-as őszi bajnokságot és az Interkontinentális Kupát. Nagy meglepetést okozott az argentin bajnokságban azzal, hogy gyorsabb volt az argentin ligában játszó csatároknál. Rövid karrierje volt az argentin bajnokságban, egy év után több európai klub is felfigyelt rá. 4 millió dollárért igazolt az Atlético Madrid csapatába.

### Atlético Madrid
Az érkezése után rögtön stabil kezdő lett, és ez a mai napig tart, viszont, jelenleg Javier Aguirre inkább jobbhátvédként számít a kolumbiaira, és Perea ezen a poszton is remek teljesítményt nyújt.

### Cruz Azul
Nyolc év Atlético után Mexikóba ment levezetni.
2013. január 5-én a Monarcas Morelia ellen szerezte élete első gólját, fejjel. A meccs 3-3-as végeredményt hozott, Perea közvetlenül a félidő előtt szerezte csapata második gólját.

### Válogatott
Perea a kolumbiai válogatott állandó tagja 2003 óta.

## Érdekesség
Élete első, kisgyermeki örömmel ünnepelt gólját a Real Madrid ellen szerezte, de az öröm azonban nem tartott sokáig, mert érthetetlen módon Arturo Daudén Ibáñez játékvezető elvette tőle.
2013. január 5-én jött neki össze az érvényes gólszerzés, már a Cruz Azul játékosaként.
Egy másik érdekesség, hogy Roberto Carlos da Silva megsértődött azon, hogy a Pro Evolution Soccer 6-ban Perea volt a világ leggyorsabb védője, ami a brazilnak nem tetszett, pedig a játék értékelése nem áll messze a valóságtól.

## Sikerei, díjai
Boca Juniors
- Argentin Primera División
  - Győztes (1): 2003–04
- Interkontinentális kupa
  - Győztes (1): 2003

Atletico Madrid
- Intertotó-kupa
  - Győztes (1): 2007
- Európa-liga
  - Győztes (1): 2009–10
- UEFA-szuperkupa
  - Győztes (1): 2010
- Spanyol labdarúgókupa
  - Döntős : 2009–10

## Fordítás
- Ez a szócikk részben vagy egészben  a   Luis Amaranto Perea című angol Wikipédia-szócikk fordításán alapul.  Az eredeti cikk szerkesztőit annak laptörténete sorolja fel. Ez a jelzés csupán a megfogalmazás eredetét és a szerzői jogokat jelzi, nem szolgál a cikkben szereplő információk forrásmegjelöléseként.